# 粗鰓嵴海龍
粗鰓嵴海龍（学名：Minyichthys sentus），為輻鰭魚綱棘背魚目海龍魚科的其中一種，分布於東大西洋區，包括加那利群島、摩洛哥及阿爾及利亞等海域，棲息深度可達120公尺，體長可達6公分，棲息在沿岸海域，卵胎生。